# Зосим Финикијски
Преподобни Зосим Финикијски је хришћански светитељ. Овај светитељ рођен је у селу Синди, у околини града Тира. Подвизавао се близу града Тира у своме манастиру. У хришћанској традицији помиње се да је прозирао духом својим у даљину и знао шта се догађа у свету. Тако је прозрео и виде пад Антиохије од земљотреса, и плачући прострео се по земљи и молио Бога, да до краја не уништи тај град. Догодило се једном, да му је на путу лав убио и појео магарца. У хришћанској традицији помиње се да је тада светитељ наредио лаву, да му уместо магарца послужи и понесе терет и да је лав пред светитељем био послушан као јагње, прими терет на себе и донео га до врата града Кесарије, где га је Зосим ослободио и отпустио. Преминуо је свети Зосим у VI веку.
Српска православна црква слави га 8. јуна по црквеном, а 21. јуна по грегоријанском календару.